# 윌 보이드
윌 보이드(Will Boyd, 1979년 4월 27일 ~ )는 미국의 베이시스트로, 에바네센스의 전 멤버이다.